# NGC 4030
NGC 4030 este o galaxie spirală situată în constelația Fecioara. A fost descoperită în 1 ianuarie 1786 de către William Herschel. Se află la o distanță de 29,92 de megaparseci de Pământ.